# Copenhagen Hockey
Copenhagen Hockey var en dansk ishockeyklub, der blev stiftet i sommeren 2011, og som havde hjemmebane på Hvidovre Isstadion i Frihedens Idrætscenter i Hvidovre. Klubben var et elitesamarbejde mellem Kjøbenhavns Skøjteløberforening, Gladsaxe Ishockey, Hvidovre Ishockey Klub samt selskabet bag Hvidovre Ligahockey. Holdet overtog Hvidovre Ligahockeys licens og spillede i landets bedste række, AL-Bank Ligaen i sæsonerne 2011-12 og 2012-13. Selskabet bag holdet meddelte 28. februar 2013, at det fra dags dato var gået konkurs.

## Historie
Holdet blev i juni 2011 etableret i et selskab under navnet Copenhagen Hockey og Event ApS. Selskabet havde fra starten en egenkapital på 75.000 kr. De 3 involverede klubber, Kjøbenhavns Skøjteløberforening, Gladsaxe Ishockey, Hvidovre Ishockey Klub ejede tilsammen 51% af selskabet, mens private investorer ejede den resterende del. Ambitionen var at man i 2013 havde en kapital på over 500.000 kr og derefter kunne omdanne det fra et anpartsselskab til et aktieselskab. Administration ved Hvidovre Ligahockey fortsatte under det nye navn. Klubben sagde ved etableringen, at det var målet at etablere et storhold i København, der kunne spille op med de jyske hold i Superisligaen. På daværende tidspunkt havde sjællandske hold kun vundet Danmarksmesterskabet to gange inden for de seneste 20 år.
Copenhagen Hockey kom imidlertid ikke godt fra start i Superisligaen 2011-12. Efter de første otte kampe havde holdet kun 2 point på kontoen og lå sidst i tabellen. I slutningen af oktober 2011 afskedigede klubben tre canadiske spillere, deriblandt klubbens to mest scorende. Årsagen var at klubben var kommet i økonomiske vanskeligheder, da den ventede tilgang af sponsorer ikke fulgte budgettet. Klubbens sluttede sæsonen på rækkens niende og sidste plads og opnåede kun 28 point i 40 kampe.
I den efterfølgende sæson blev resultaterne ikke bedre, og man hentede blandt andet Per Holten Møller ind som ny cheftræner i november 2012. Det hjalp dog ikke meget, og klubben sluttede igen grundspillet på sidstepladsen med rekordlave 10 point for 40 kampe. I slutningen af februar 2013 meddelte klubben, at den var gået konkurs.
Da klubben gik konkurs bestod spillertruppen af følgende spillere.
| Målmænd                                                       | Backs | Forwards | Forwards                                                                                              |
| ------------------------------------------------------------- | --- | --- | --- |
| - 01 Edgars Lusins - 31 Nicklas Dabbagh - 35 Christian Møller | - 10 Marco Illemann - 12 Christoffer Lindhøj - 18 Anton Barsk - 25 Magnus Povlsen - 41 Sergei Cubars - 52 Mads Carlsen - 57 Thomas Svärdström - 91 Christoffer Pedersen | - 09 Andreas Christensen - 13 Rasmus Hansen - 15 Nikolaj Rosenthal - 17 Nicklas Carlsen - 19 Matthias Asperup - 21 Mads Marker | - 23 Peter Persson - 42 Christian Vaagensø - 49 Martin Nielsen - 74 Christian Nyman - 81 Mark Mieritz |

Oversigt sidst opdateret: 20. november 2012.